# Marigot (Dominica)
Marigot  es una localidad de Dominica en la parroquia de Saint Andrew. 

## Historia
Situada en la región noreste de la isla, la población fue fundada en 1848, luego de la abolición de la esclavitud, cuando descendientes de esclavos migrados desde África se establecieron allí provenientes de Antigua, Montserrat y Anguila.
Esta influencia ha dado a la zona de Marigot, Wesley y Woodford Hill una tradición cultural diferente de la de la mayoría de la población de la isla, principalmente orientada a la herencia francesa. La mayoría de los habitantes son de religión metodista, y muy pocos utilizan el idioma nativo, el kweyol.

## Demografía
Según censo 2001 contaba con una población de 2.676 habitantes. La estimación 2010 refiere a 2.668 habitantes.